# Rhopalophora (Dactylosporaceae)
Rhopalophora  is een monotypisch geslacht van korstmossen behorend tot de familie Byssolomataceae. Het bevat alleen de soort Rhopalophora clavispora.